# 真相新聞網
真相新聞網，簡稱TNN，為臺灣電視史上一家曾經存在的新聞頻道，1994年3月1日開播。最初英文名稱「Truth News Network」，編制50人、曾經擴充至164人；1990年代末期曾用中文名稱「真相衛星電視台」，英文名稱改為「Taiwan News Network」，簡稱不變，頻道形象動畫標示宣傳口號「真相新聞 新聞真相」。2001年12月5日，因不敵市場競爭，真相傳播董事長周荃宣布該日為最後製播日，之後節目採錄影重播。2008年7月真相傳播宣告破產，2012年8月完成歇業程序。

## 歷史沿革
1990年代初期，行政院新聞局開放媒體管制，許多電視媒體紛紛設立，也有多家業者投入新聞台。由新黨立法委員周荃發起，柴松林、吳東權、苦苓、彭懷恩、熊杰、張煦華、熊旅揚、張大春等人集資成立「真相傳播股份有限公司」，1994年3月1日真相新聞網開播。真相傳播成立之初，由柴松林出任董事長，前中國電視公司新聞部經理吳東權擔任總經理，最先於臺北縣、臺北市、基隆市有線電視系統業者上架。1995年9月真相傳播加入衛星電視頻道播送，人員從最初編制50人擴充至164人。
1994年2月29日，真相傳播舉辦「真相新聞網開播酒會」，會場標舉真相新聞網宣傳口號「華人的CNN」。
真相新聞網播送地區長期局限於大臺北地區，雖然真相傳播成立一週年時結算略有盈餘，但後繼新聞媒體大量出現，而真相新聞網營運狀況沒有突破，甚至累積一些負債，創辦人周荃在公司成立後將主要心力放在政治活動。1997年周荃以無黨籍身份參選臺北縣縣長落選後，回歸真相傳播並接任董事長。之後真相傳播資本額由新台幣4.5億元減資至5,000萬元，再增資至2億元，引進新資金並將真相新聞網重新定位為專業財經台，但營運情況並無改善。2001年下半年，大股東太平洋建設撤資，為壓垮真相傳播的最後一根稻草。2001年12月5日，周荃宣布該日為真相新聞網最後製播日，之後的節目採錄影重播。
2003年7月4日，周荃主動召開真相傳播股東會，宣布正式辭董事長職，也謝絕兼任董事，同時公布103名員工即刻起留職停薪；太電集團旗下公司友吉投資擁有真相傳播51%股權，以法人名義暫時掛名真相傳播董事長，同時委派具財經背景的任惠光擔任真相傳播董事。2003年7月5日，環球電視與真相傳播一致強調，同月7日起，真相衛星電視台每日18點整至20點整的新聞將由環球電視提供，但雙方合作完全基於降低經營成本，「環球電視將入主真相傳播」一說是「無稽之談」。
2003年7月5日，美屬台灣群島方案代表人物暨環球電視總經理林志昇表示：①真相傳播員工有意願到環球電視者，將被優先錄取；②真相傳播主控室人員全部留任，節目部、工程部各留1名員工；③真相衛星電視台的許多「大中國」節目將被全部拿掉，不允許真相傳播再接受中資，「環球是『台灣優先』嘛，我們方向不同，只好對不起很多老榮民了！江澤民如果有看真相，也會嚇一跳吧。」但他說，為了配合真相衛星電視台原來的「統派」色彩，環球電視已找來一位來自北京市、已取得中華民國國民身分證的主播關婉婉播報新聞。
2003年7月7日，真相傳播高層證實，該公司已經與環球電視交換新聞節目帶，但與環球電視合作只是為了降低經營成本，其他的都還談不到。
2003年7月10日，林志昇公開真相傳播於7月1日署名的一份請求環球電視「基於友台關係免費提供新聞節目之節目帶」的「請求書」，駁斥周荃在7月9日召開的記者會中指控環球電視「強佔」真相衛星電視台新聞時段的說法。對於這份請求書，周荃表示，歷經6月27日股東會後，7月1日她就已經不是真相傳播的代表，所以這份請求書與她無關。對於周荃在7月9日記者會中指控環球電視「強佔」真相傳播3台SNG轉播車一事，環球電視委任律師張睿文表示，那是由於環球電視董事會基於真相傳播已不再需要自播新聞，而出售它們以發薪；至於為何它們被出售後卻開到環球電視，張睿文表示，那是環球電視緊急向買方租來，以加強播報新聞的陣容。
2008年7月真相傳播宣告破產，2012年8月完成歇業程序。真相傳播總部多次搬遷，最終地址為臺北市信義區信義路四段375號5樓之6（玫瑰欣欣大樓）。

## 軼聞
1994年，酒店公關小姐李璇向真相新聞網記者指控藝人胡瓜對她強暴、性虐待，並聲稱握有沾了胡瓜精液的衛生紙團。最後胡瓜被檢察官以罪證不足為由裁定不起訴處分，但此案意外讓真相新聞網知名度大開。
真相新聞網的招牌節目為李敖主持的《李敖笑傲江湖》，根據擔任執行製作人的王淑娟透露，1995年李敖開始主持該節目時，周荃送李敖紅外套希望作為節目識別，卻想不到穿著紅外套從此成為李敖的招牌！

## 節目
- 《李敖笑傲江湖》
- 《李敖秘密書房》
- 《18新聞動心時間》
- 《男人別走開》
- 《明辨真相》

## 主播群
- 鄒衡蕪
- 朗遠仲
- 黃悅嬌
- 蔡佩吟
- 謝璦竺
- 張婯嬅
- 鄒淑霞